# Хафари Ахваз
«Хафари Ахваз» — иранский футбольный клуб из города Ахваза.
Клуб за 2 сезона смог преодолеть 2 ступени в иерархии иранского футбола, добравшись до второй по уровне в Иране лиги в сезоне 2012/13. Но не смог там закрепиться.

## История выступлений
| Сезон   | Дивизион      | Место | Кубок      |
| ------- | ------------- | ----- | ---------- |
| 2010/11 | 3 див.        | 1-е   | не квалиф. |
| 2011/12 | 2 див.        | 2-е   | 3-й раунд  |
| 2012/13 | Лига Азадеган | 12-е  | 1/16       |